# Fotografie v Řecku

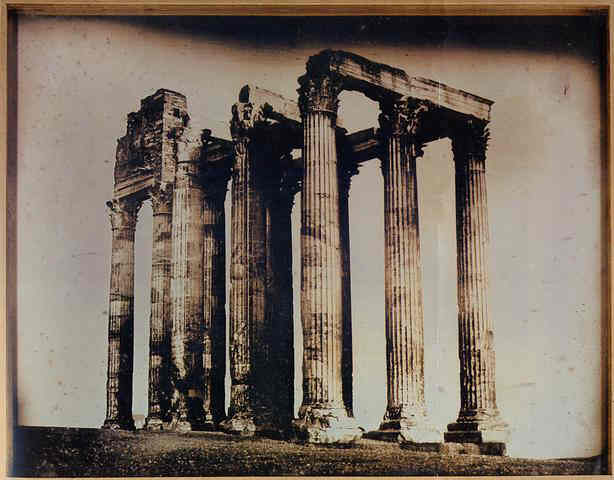
Joseph-Philibert Girault de Prangey113. Athènes, T[emple] de J[upiter] olympien pris de l'est, 1842, který se na aukci prodal za 922 488 USD

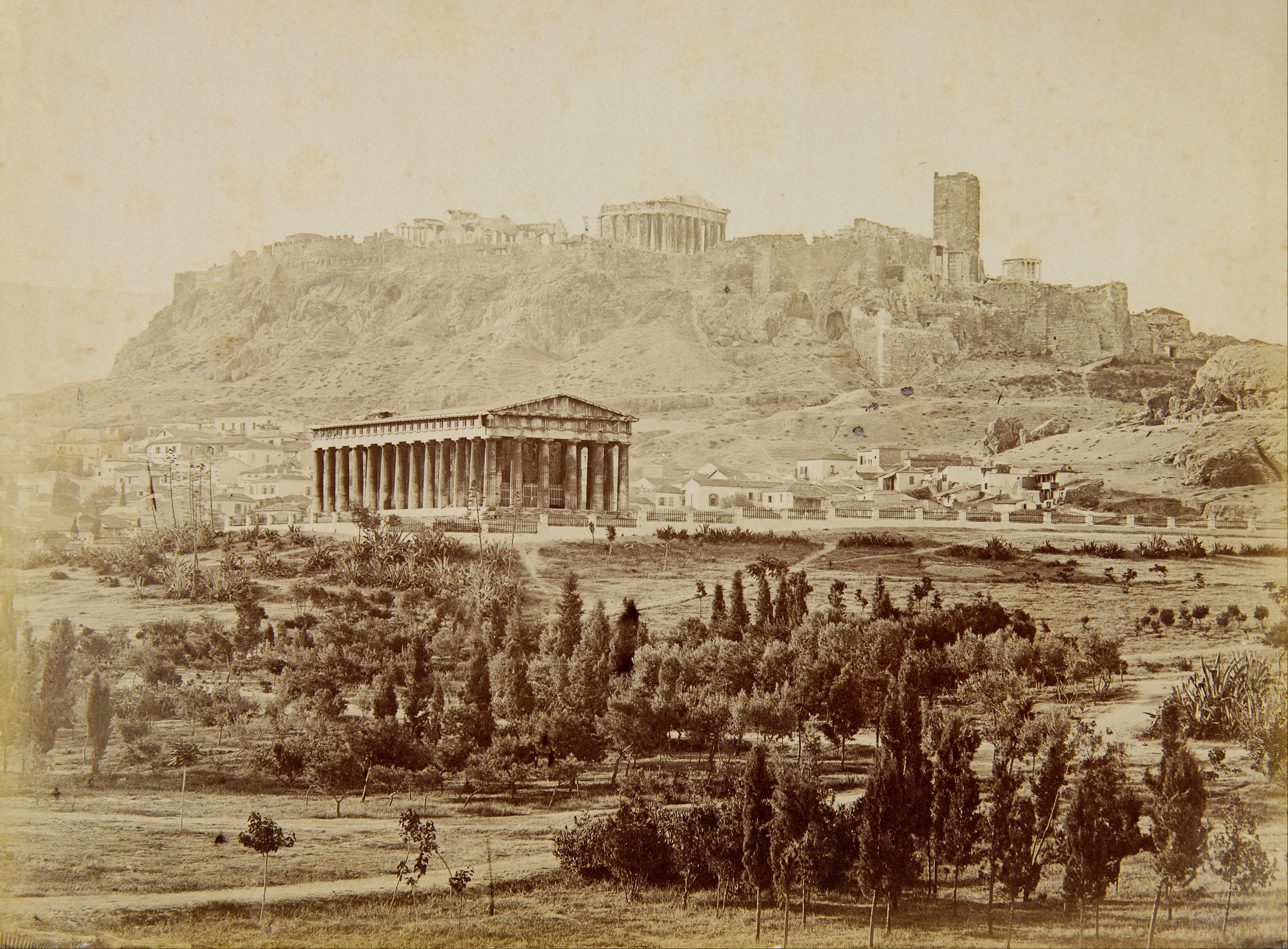
Petros Moraites: Pohled na Theseion s Akropolí v dálce, 1870

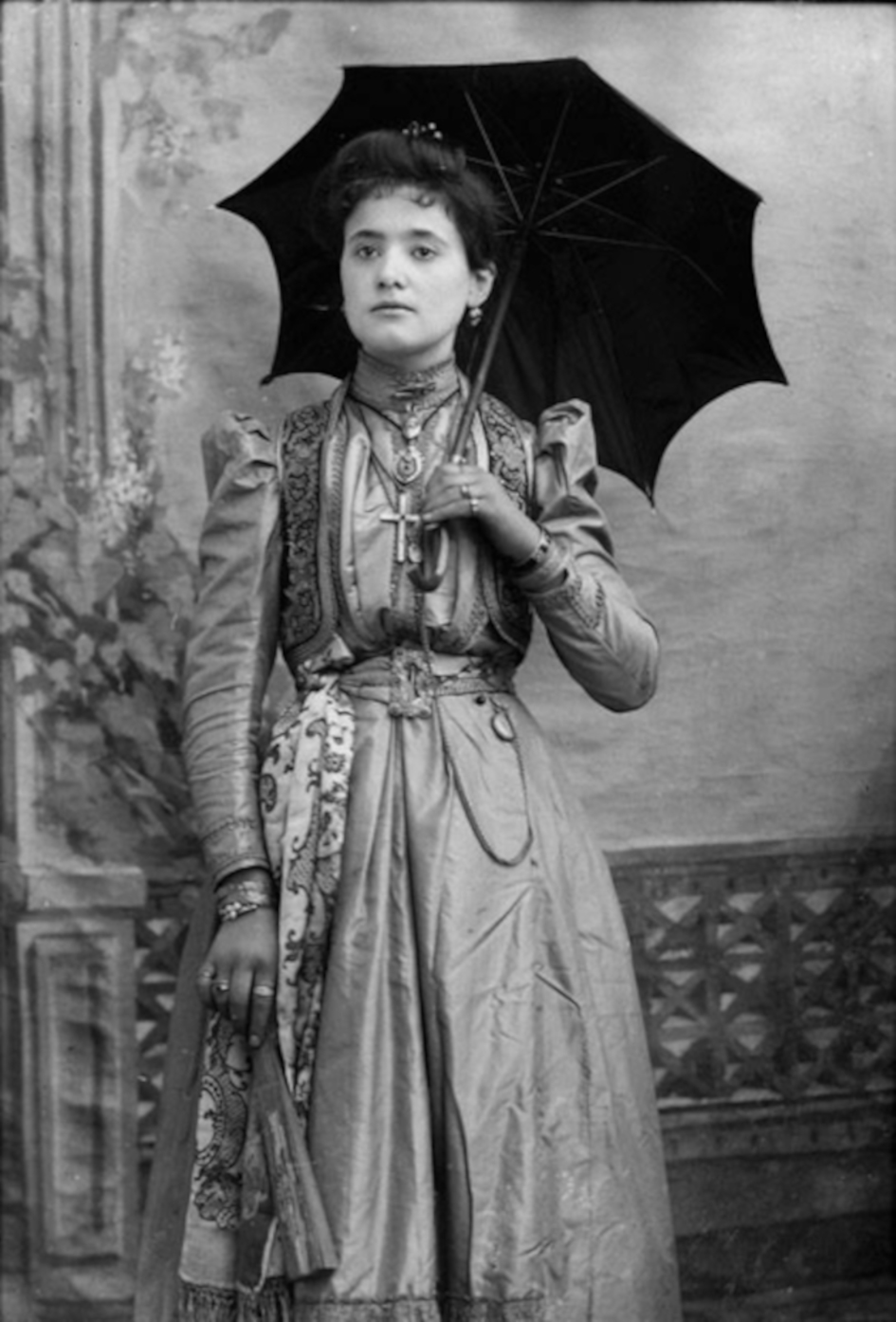
Leonidas Papazoglou: Žena z Kleisoura, Kastoria, počátek 20. století

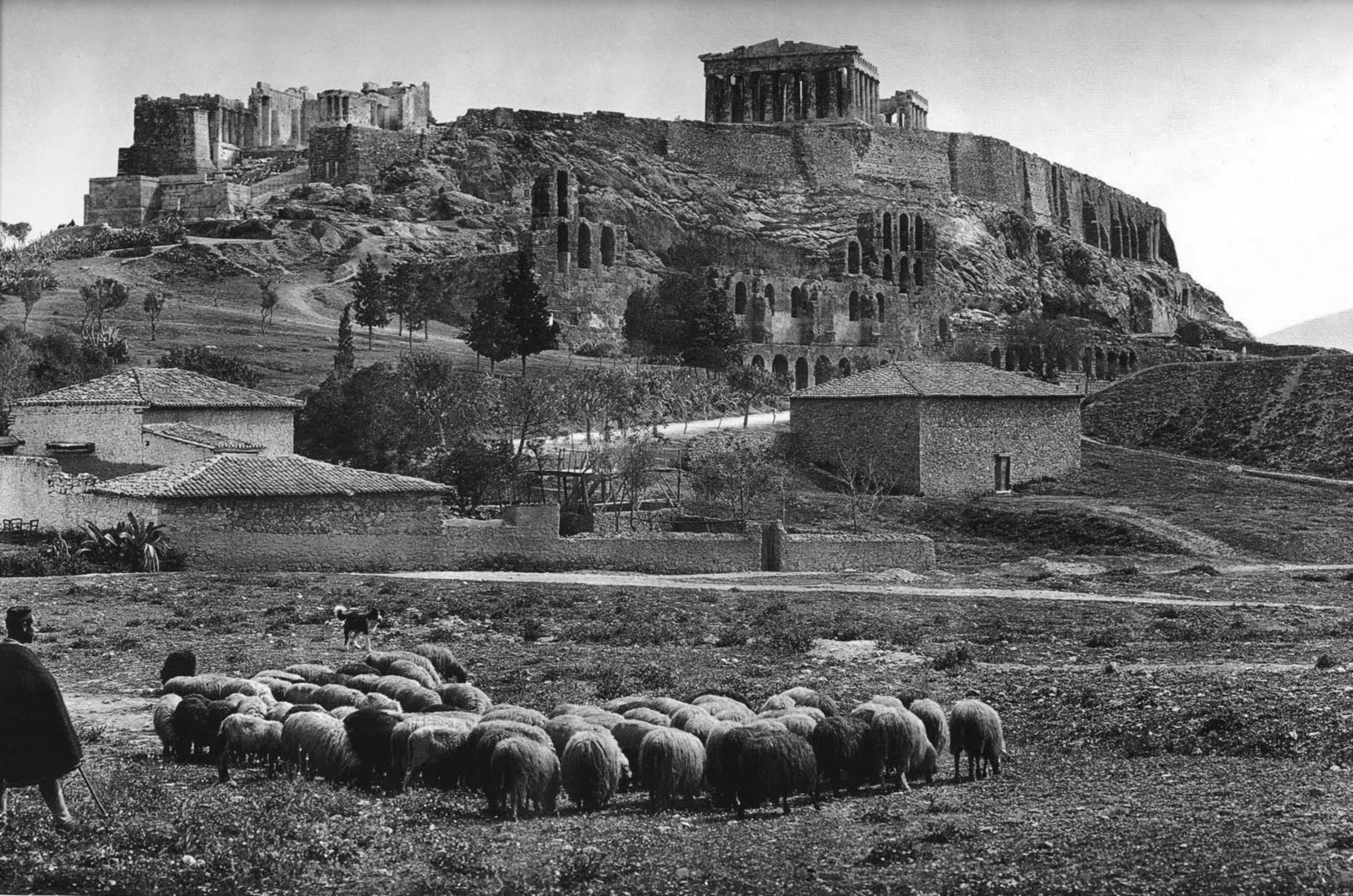
Frédéric Boissonnas: Akropole v Athénách, 1903

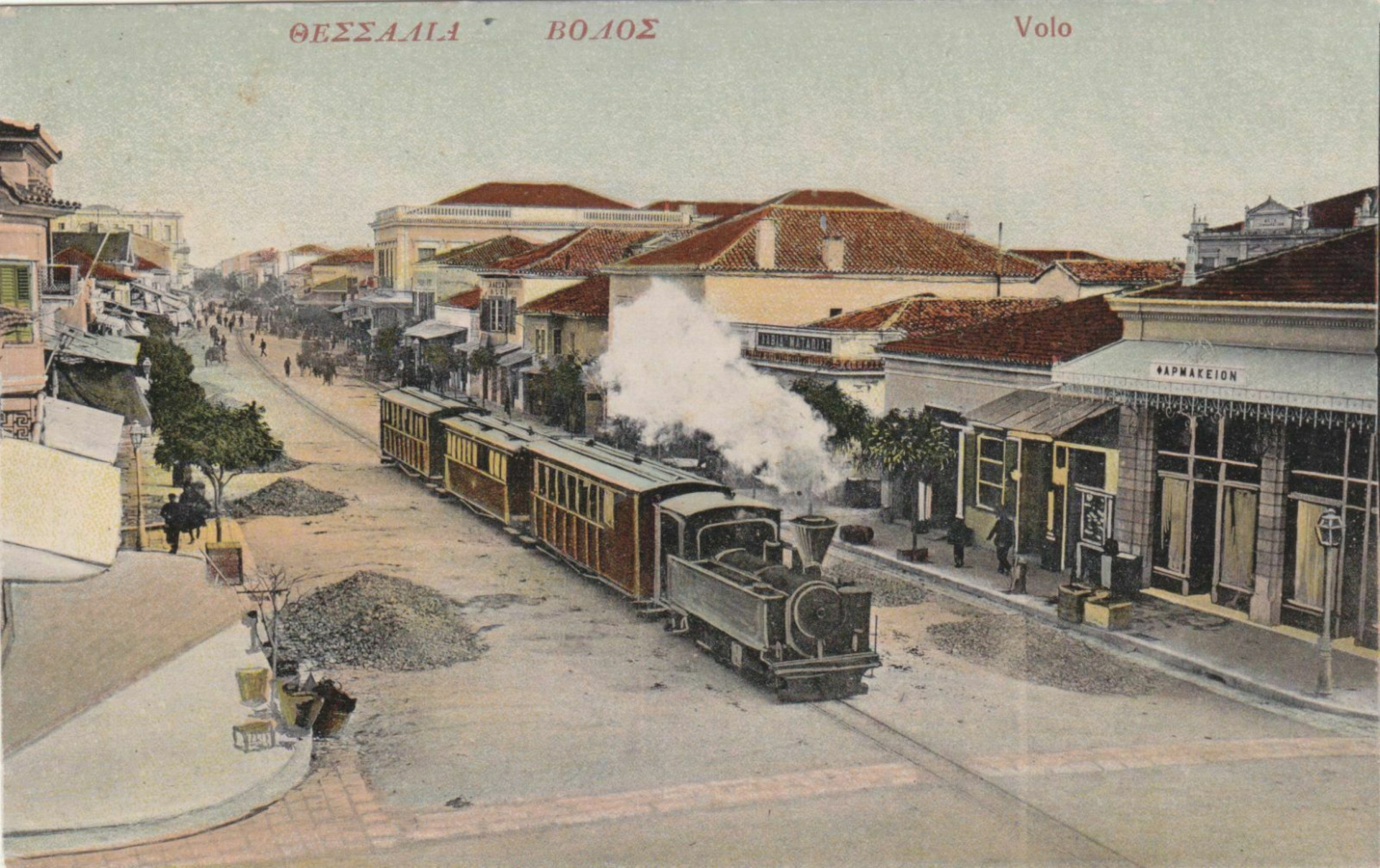
Stefanos Stournaras: Vlak ve Volosu, 1911

Historie řecké fotografie od počátků do současnosti. Jako v mnoha zemích byl vývoj techniky, řemesla a umění fotografie v Řecku mimo jiné důsledkem změny technologie, zlepšování ekonomických podmínek a míry uznání fotografie jako svéprávné formy umění.

## 19. století
Historie řecké fotografie začala cestovateli z Kanady a Evropy do Řecka. Kanaďan s francouzskými kořeny Gaspard-Pierre-Gustave Joly a Francouz Joseph-Philibert Girault de Prangey patřili mezi umělce, kteří přijeli do Řecka a fotografovali zemi metodou daguerrotypie ve 30. a 40. letech 19. století. Ve 40. letech 19. století přicestoval do Řecka francouzský fotograf Philibert Perraud (1815–1863), který učil fotografii řeckého malíře Filippose Margaritise. Ten se následně stal údajně prvním řeckým fotografem a který později otevřel první řecký profesionální fotoateliér v roce 1853 v Aténách.
V roce 1859 otevřel řecký fotograf Petros Moraites svůj fotografický ateliér v Aténách s Athanasiem Kalfasem. Pořídil mnoho portrétů mnoha řeckých obyvatel včetně královské rodiny a kolem roku 1870 se stal jedním z nejpozoruhodnějších fotografů v Řecku své doby.
Bratři Zangakiové (George a Constantine) byli dva řečtí fotografové aktivní v letech 1870–1890) se specializovali na fotografie historických nebo starověkých egyptských scén, které pak prodávali turistům jako pohlednice. Občas spolupracovali s fotografem Hippolytem Arnouxem z města Port Said.
Podle průvodce vydaného v roce 1891 existovalo v Řecku 27 fotoateliérů.

### Hlavní fotografové
- Filippos Margaritis (1839–1892)
- Leonidas Papazoglou (1872–1918)
- Stefanos Stournaras (1867–1928) řecký malíř a fotograf, průkopník fotografie ve Volosu

## První polovina 20. století
Za zásadní pro vývoj fotografie v Řecku na počátku 20. století je považována práce švýcarského fotografa Frédérica Boissonnase. V letech 1903 až 1933 podnikl Boissonnas několik cest do Řecka, kde systematicky dokumentoval zemi na krajinářských fotografiích, pořízených ve všech koutech země odrážející jeho kontinuitu od starověku až po současnost. Procestoval Peloponés, Krétu, ostrovy, Ithaku, horu Athos atd. Na jedné řecké expedici s krajanem historikem umění Danielem Baudem-Bovym uskutečnil Boissonnas 2. srpna 1913 první zaznamenaný novodobý výstup na horu Olymp, za pomoci lovce divokých koz z Litochora, Christose Kakkalose.
Celkem Boissonnas vydal 14 fotoalb věnovaných Řecku, z nichž mnohé patří do tematické série nazvané L'image de la Grece (Obraz Řecka), jeho snímky rozhodujícím způsobem přispívají k identitě Řecka v Evropě. propagaci země jako turistické destinace, ale také její politickou situaci. Jeho fotografie archeologických nalezišť tvoří 20 % jeho celkové řecké série. Navštívil Akropoli, Delfy, Olympii, Dodoni, Knossos, Délos a mnoho dalších míst, poskytujících rozsáhlé ikonografické panorama klasických řeckých starožitností. V roce 1923 použil Le Courbusier Boissonnasovy fotografie Parthenonu ve své knize Vers un architecture.
Daniel Baud-Bovy psal o dalších ambicích jejich spolupráce na těchto publikacích;
"Řecko bylo po mnoho let považováno za jednu z těchto mrtvých hvězd, jejichž paprsky k nám zasahují z minulých staletí. Je třeba vinit archeology nebo historiky umění. Neviděli nic jiného než ruiny... naším plánem bylo zabývat se nejen leskem starověkých památek, ale také znovu prožít krajinu, která je obklopuje, lidi, kteří jsou jejich každodenními svědky."

Boissonnas, který se zajímal nejen o dokumentaci lokality, se také zaměřoval na interpretaci řecké krajiny v kombinaci klasické antiky s provinčním řeckým folklórem prostřednictvím asociací přírodních a kulturních prvků pečlivě komponovaných a v nejlepším rozptýleném světle. Mimochodem pořídil pět set fotografií automatických tanců mladé ženy známé jako 'Magdeleine G' v Parthenonu v antickém kostýmu, které byly pověřeny ilustrováním knihy hypnotizéra Émile Magnina L’Art et l’Hypnose, a později obdivován surrealisty. Jeho poslední fotoalbum o Řecku vydané v roce 1933 se jmenovalo 'Following the ship of Ulysses', které se snažilo rekonstruovat epos a symbolickým způsobem šířit řeckou kulturu po celé Evropě. Fotografie byly doplněny úryvky z Homérovy Odyssey.

### Hlavní fotografové
- Anastasios Gaziadis (1853–1931)[12]
- Panayotis Fatseas, Panayiotis Fatseas (1888–1938, Παναγιώτης Φατσέας)[13]
- Nelly's, fotografka Elli Souyioultzoglou-Seraïdari (1889–1998)
- Nikólaos Tompázis, (1894–1986)
- Voula Papaioannou (1898–1990) dokumentární fotografka
- Pericles Papachatzidakis (1905–1990, Περικλής Παπαχατζιδάκης)
- Spyros Meletzis (1906–2003) fotograf řeckého odboje v letech 1941–1944
- Dimitris Harissiadis (1911–1993)
- Kostas Balafas (1920–2011) zaznamenával venkovský způsob života, albánskou frontu a okupaci

## Druhá polovina 20. století a 21. století

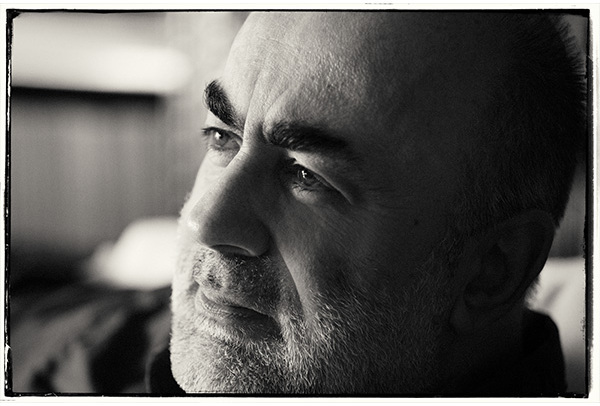
Vassilis Makris (* 1958)

V roce 1952 byla založena Řecká fotografická společnost (EFE) a v roce 1956 byla uspořádána První panhelénská výstava fotografického umění v Aténách.
V 80. a 90. letech 20. století fungovalo hnutí Nové řecké fotografie, které podporovalo kreativní fotografii v Řecku. Jednou z hlavních postav hnutí byl Yiorgos Depollas.

### Fotografové
V pořadí podle roku narození
- Alkis Xanthakis (* 1945), řecký historik fotografie, fotograf, profesor, spisovatel a sběratel
- Yiorgos Depollas (* 1947)
- John Stathatos (* 1947)
- Dimitris Yeros (* 1948)
- Nikos Economopoulos (1953, Νίκος Οικονομόπουλος, Nikos Oikonomopoulos)
- Vassilis Makris (* 1958)
- Yannis Behrakis (1960–2019)
- Ianna Andreadisová (* 1960)
- Tzeli Hadjidimitriou (* 1962, Jelly Hadjidimitriou, Τζέλη Χατζηδημητρίου)

## Zahraniční fotografové aktivní v Řecku
- Pierre Gustave Joly de Lotbiniere (1798–1865, Kanaďan)
- Joseph-Philibert Girault de Prangey (1804–1892, Francouz)
- Philibert Perraud (1815–1863?, Francouz)
- George Wilson Bridges
- James Robertson (1813–1888)
- Francis Frith (1822–1898)
- Francis Bedford (1816–1894)
- Fred Boissonnas (1858–1946, švýcarský fotograf)
- Albert Meyer (Němec)
- Alfred Nicolas Normand (Francouz)
- Underwood & Underwood (americká firma)

## Muzea a galerie

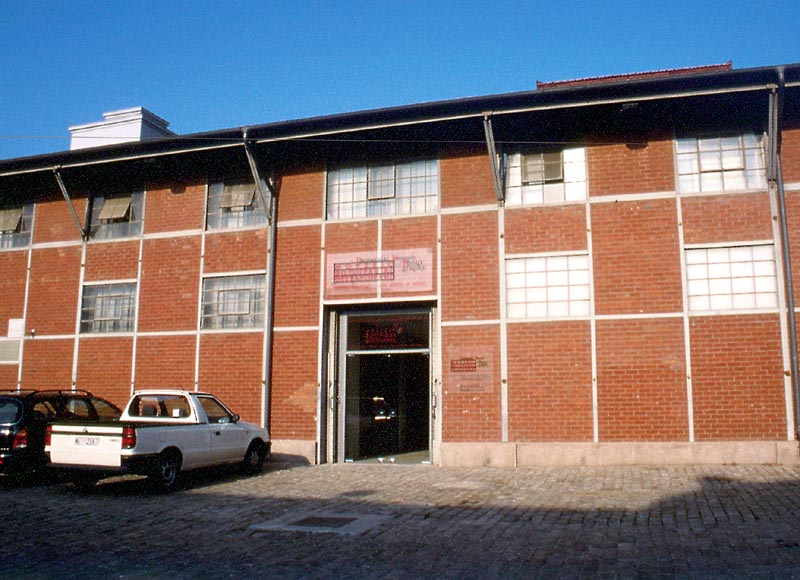
Muzeum fotografie v Soluni

- Muzeum fotografie v Soluni